# Ford Caminhões
A Ford Caminhões foi uma divisão da Ford Motor Company que possuía linhas de produção de caminhões no Brasil. Os primeiros veículos de carga produzidos pela Ford norte-americana eram derivados do Ford Modelo T, denominados TT, e foram produzidos a partir de 1917. Os Modelos TT foram importados desde o início das operações da filial brasileira, em 1919.
A produção local pela Ford do Brasil iniciou-se em 1957 com modelos da Ford F-Series e da linha Cargo, e se encerrou em 2019, quando a empresa anunciou o encerramento da produção de caminhões no Brasil.

## História no Brasil

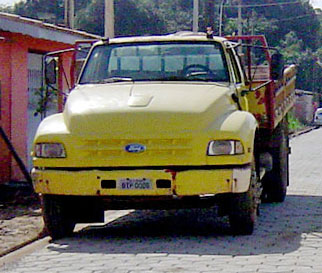
Ford F-12000 ou 14000

Há mais de 50 anos no mercado brasileiro, a Ford Caminhões conquistou o respeito de frotistas e caminhoneiros; oferecendo sempre produtos de qualidade, robustez e ótimo custo-benefício. Contando com 16 modelos em linha e mais de 400 configurações diferentes, as linhas Ford Cargo e Transit atendem a todos os tipos de negócio, com a máxima segurança, durabilidade e qualidade. Conheça um pouco mais da história na linha do tempo.
1957: A Ford do Brasil lançou o seu primeiro caminhão nacional, o F-600, que saiu da linha de montagem em 26 de agosto de 1957, seguindo o Plano de Metas do governo de Juscelino Kubitschek. O índice de nacionalização era de 40% com o motor V8 a gasolina ainda importado. Em 1958, passou a receber o motor V8 Y-block produzido no Brasil.
1959: Lançamento do F-350, o caminhão médio com motor V8 e 2.670 kg de capacidade de carga.
1960: O papel da Ford Caminhões, no início da década de 1960, foi fundamental para um dos acontecimentos mais importantes do país: a construção de Brasília. Foram os caminhões da marca que transportaram materiais para que a cidade projetada pudesse existir.
Neste período, já eram 30 mil veículos circulando pelo Brasil, chegando até os lugares mais distantes, como Roraima.
1964: A Ford comemora 100.000 caminhões produzidos no Brasil.
1967: Em outubro, a Ford adquire o controle acionário da Willys-Overland do Brasil, cuja fábrica em São Bernardo do Campo (SP) iniciou a produção dos caminhões Ford em 2001, em substituição à fábrica no bairro do Ipiranga, em São Paulo.
1975: Lançamento do F-4000 a diesel, quando ainda predominavam os motores a gasolina.
1977: São lançados os modelos F-700, FT-7000, F-8000 e FT-8000, os primeiros cavalo mecânicos da Ford Caminhões.
1978: Inauguração do Campo de Provas em Tatuí, no interior paulista.
1985: Lançamento da linha Cargo, caracterizada pela sua cabine avançada, originariamente de projeto da Ford Europa associada a um chassi de projeto norte-americano, resultado de um investimento de 150 milhões de dólares em pesquisa e desenvolvimento. Muitos dos componentes do caminhão Ford Cargo foram utilizados no desenvolvimento dos caminhões e ônibus Volkswagen nos anos da Autolatina.
1994: Produção de 1 milhão de caminhões Ford no Brasil.
1998: Renovação da Série F, com a reestilização do F-4000, F-12000 e F-14000, introdução do modelo F-16000 e retorno do F-350, destinado ao transporte de 2,1 toneladas de carga útil.
1999: Desativação do Centro de Distribuição de Peças da fábrica de São Bernardo do Campo e inauguração de centro terceirizado no município de Barueri, SP.
2001: Início da produção dos caminhões Ford na fábrica de São Bernardo do Campo (SP), nos prédios que anteriormente abrigavam a produção do motor e transmissão do Ford Corcel. Esta linha utiliza os mais modernos e avançados conceitos de produção, além de um inovador sistema de montagem, trazendo maiores ganhos de eficiência e qualidade ao produto final.
2003: Lançamento do cavalo-mecânico Cargo 4331 MaxTon e do Cargo 6x2 MaxTruck, com terceiro eixo direto da fábrica. Mais confiança e qualidade.
2004: Lançamento da F-350 com cabine dupla, trazendo ao motorista e passageiros muito mais conforto e capacidade de carga.
2005: Lançamento dos primeiros Caminhões Ford com motorização eletrônica: Cargo 815e; Cargo 1317e; Cargo 1517e e Cargo 1717e.
O F-350 e o F-4000 ganharam motor Euromec III, atendendo ao mesmo tempo aos níveis de emissões e ruídos exigidos pelo Proconve Fase V e às necessidades de uma ótima relação custo x benefício.
Lançamento do Cargo 4331s MaxTon, com maior capacidade de carga, conforto e durabilidade. Cargo 2831, mais robustez para enfrentar o trabalho pesado em terrenos fora-de-estrada. E Cargo 5031, capacidade máxima de tração 50 toneladas, o melhor custo/benefício da categoria.
2006: Motorização eletrônica adicionada aos modelos: C1722e; C2422e; C2428e; C2622e ; C2628e; C2632e; C2932e; C5032e e C4432e.
2007: Complementando a linha Cargo, são lançados os modelos C712 e Cargo 4532e (este último em substituição ao modelo C4432e)
2008: A Ford Caminhões lança a linha mais completa de veículos comerciais da categoria, Ford Transit. Com os modelos de Passageiros, Furgão Curto e Furgão Longo a Ford Transit se consagrou com o pioneirismo em tecnologia, segurança, design e conforto.
2010: A Ford Caminhões amplia a linha Ford Transit com o lançamento do modelo Chassi-Cab.
2011: A Ford traz ao mercado sul-americano a linha Novo Cargo 2012, um lançamento muito aguardado no setor de veículos comerciais. A apresentação desta nova linha excedeu a expectativa por lançar, ao mesmo tempo, uma linha com onze modelos, cinco das quais com a opção de cabine-leito.
2012: Com a nova legislação Proconve P7, a Ford Caminhões renova sua linha de caminhões Cargo com motorização Cummins Euro 5, onde os caminhões ganham melhor desempenho, mais potência, maior economia de combustível, redução da emissão de poluentes em 80%, torque máximo em baixas rotações.
2019: Anunciado o encerramento das operações no Brasil. Com a saída do mercado brasileiro, a empresa deixa de atuar nos demais mercados da América do Sul. Em 2018, a divisão ocupava a quarta posição em unidades emplacadas, atrás somente da Mercedes-Benz, MAN e Volvo.